# Мартынов, Борис Алексеевич
Борис Алексеевич Мартынов (род. 19 ноября 1965, Норильск, Красноярский край) — российский политический деятель, депутат третьего и четвёртого созывов..

## Биография
Окончил Российскую академию государственной службы при Президенте РФ и Всесоюзный юридический заочный институт.

### Депутат госдумы
В декабре 1995 г. неудачно баллотировался в Государственную Думу РФ второго созыва
19 декабря 1999 года был избран депутатом Государственной Думы ФС РФ третьего созыва по общефедеральному списку избирательного блока «Медведь» (Межрегиональное движение «Единство»).
25 апреля 2006 года стал депутатом Государственной Думы ФС РФ четвёртого созыва по общефедеральному списку избирательного объединения «Единая Россия» (путем передачи мандата Николая Ашлапова). В Госдуме вошёл в состав фракции «Единая Россия». Член Комитета по экологии.